# Roderico Anzueto Valencia
Roderico Anzueto Valencia, né le 24 mars 1886 à Tacaná (Département de San Marcos, Guatemala) et mort le 30 novembre 1966 à Guatemala, est un officier de police guatémaltèque ayant une grande influence dans la vie politique durant la première moitié du XXe siècle.
Il est l'un des informateurs des cadets qui conspirent contre le président Manuel Estrada Cabrera en 1908. Ensuite, il devient chef de la police, ainsi que ministre de l'Agriculture dans le gouvernement de Jorge Ubico Castañeda dès mars 1931. Selon l'historien Efraín de los Ríos, il est porte-parole du président Ubico en matière d'approbation des terres au Guatemala.

## Biographie

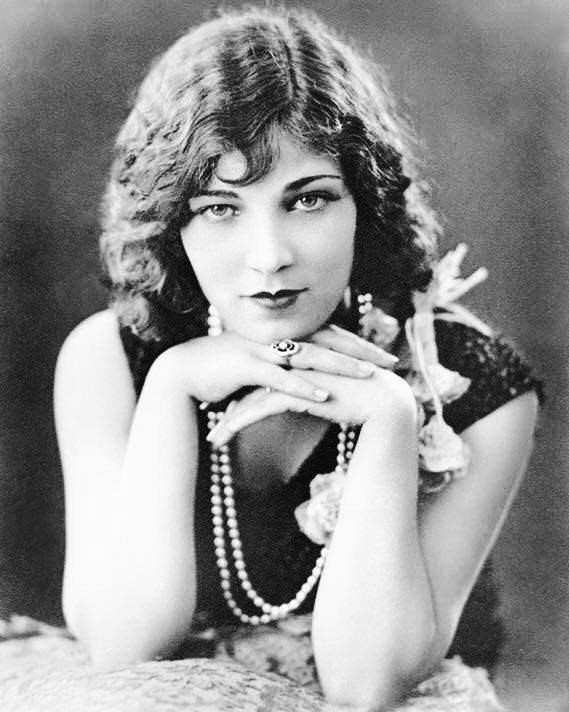
Josefina del Carmen Milla Valenzuela, épouse de Marroquín Rojas. Elle est auparavant compagne de l'officier Roderico Anzueto Valencia qui a été l'un des informateurs des cadets qui attaque le président Manuel Estrada Cabrera en 1908 et, plus tard, chef de la police secrète sous le président Jorge Ubico,.

Après quelques années en couple avec Josefina del Carmen Milla Valenzuela, avec qui il a une fille, il épouse Cristina Vielman Escobar. Le couple a plusieurs enfants dont l'architecte Gustavo Anzueto Vielman qui devient commandant civil des forces militaires et de réserve, ainsi que candidat présidentiel pour le Central Auténtica Nacionalista du général Carlos Osorio lors de l'élection présidentielle de 1982 (en),.

## Attaque des «cadets» contre Manuel Estrada Cabrera
En 1908, l'église de Saint-Domingue avait modifié le tracé habituel de la procession du Vendredi Saint afin que le nouveau passe devant la résidence du président située sur la 7e avenue sud de Guatemala. Au fait de cette situation, des élèves-officiers de l'École polytechnique profitent des capuches coniques des pénitents afin de cacher d'éventuels conspirateurs. Ainsi, lors du passage devant la résidence du président, ils en auraient profité pour envahir les lieux et mettre aux arrêts Estrada Cabrera. Cependant, la conspiration échoue, car le mercredi précédent, des conspirateurs trop ivres dans une auberge avaient raconté les détails de la conspiration. Les conspirateurs étant dénoncés, placés en prison et Estrada Cabrera informé du complot, des palissades sont alors érigées devant la maison présidentielle et le parcours du cortège modifié à nouveau. Le port de la cagoule cucurucho est également interdit durant la procession. Anzueto Valencia était alors l'un des agents informateurs du président.
Le 20 avril 1908, lors d'une réception officielle du nouveau ministre plénipotentiaire des États-Unis au palais du gouvernement, Víctor Manuel Vega, cadet de l'École polytechnique, décide pour se venger de la prison et de la torture subit par ses amis, de tirer à bout portant sur Estrada Cabrera. Blessé seulement au petit doigt, le président ordonne l'exécution de pratiquement toute la compagnie de cadets à laquelle appartenait Vega à l'exception de Rogelio Girón et Manuel Hurtarte qui sont conduits au pénitencier. Vega meurt à la suite des ripostes des gardes du président et ce dernier ordonne la dissolution de l'école militaire, ainsi que la démolition du bâtiment et l'épandage de sel sur ses fondations,. De nombreux soldats sont également emprisonnés dont certains généraux proches du président.

## Chute du gouvernement Estrada Cabrera
Anzueto Valencia est capturé après le renversement du président Estrada Cabrera à la suite des séismes de 1917 qui conduisent à la Semaine tragique de 1920. Le 14 avril 1920, sa photographie apparaît sur une publication des personnages reconnus comme étant des hommes de main du président. Il réussit malgré tout à éviter la peine de mort au moment où les lynchages massifs des anciens supporteurs d'Estrada Cabrera sont suspendus en avril 1920.

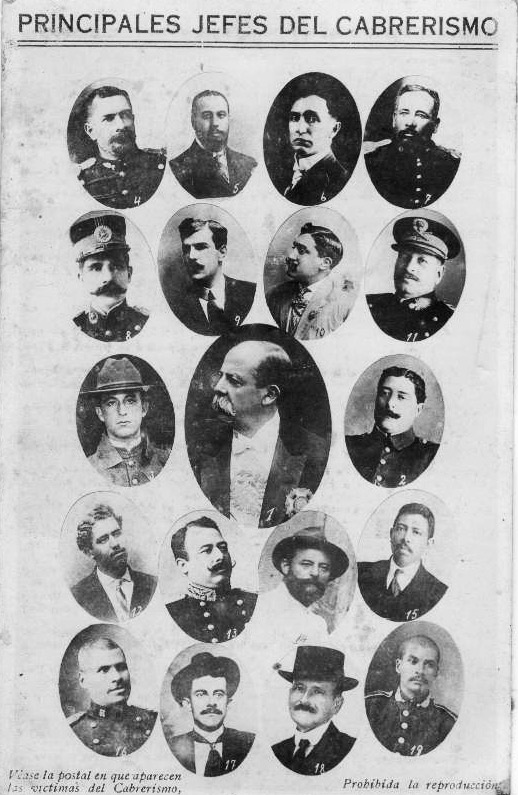
Carte postale imprimée par la Unión Typographic avec certains des hommes de main du président déchu Manuel Estrada Cabrera, en avril 1920. Anzueto Valencia apparaît au numéro 10.

## Complot de 1934 contre Ubico Castañeda

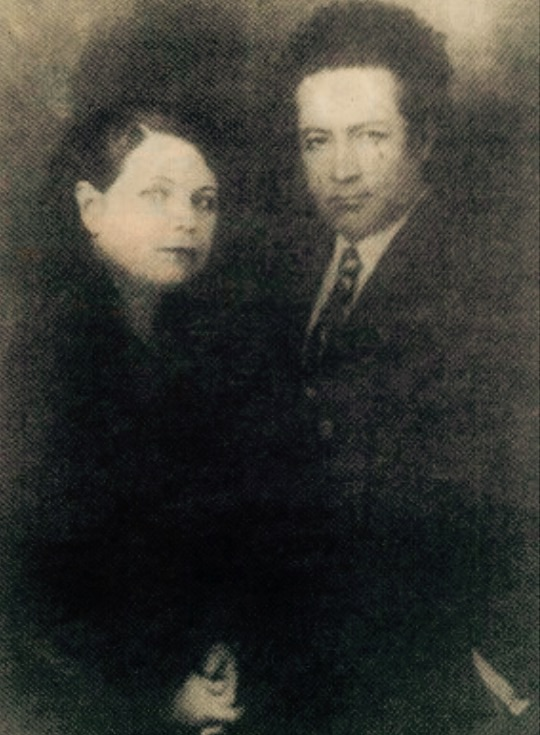
Efraín Aguilar Fuentes et son épouse, la poétesse Magdalena Spínola en 1930.

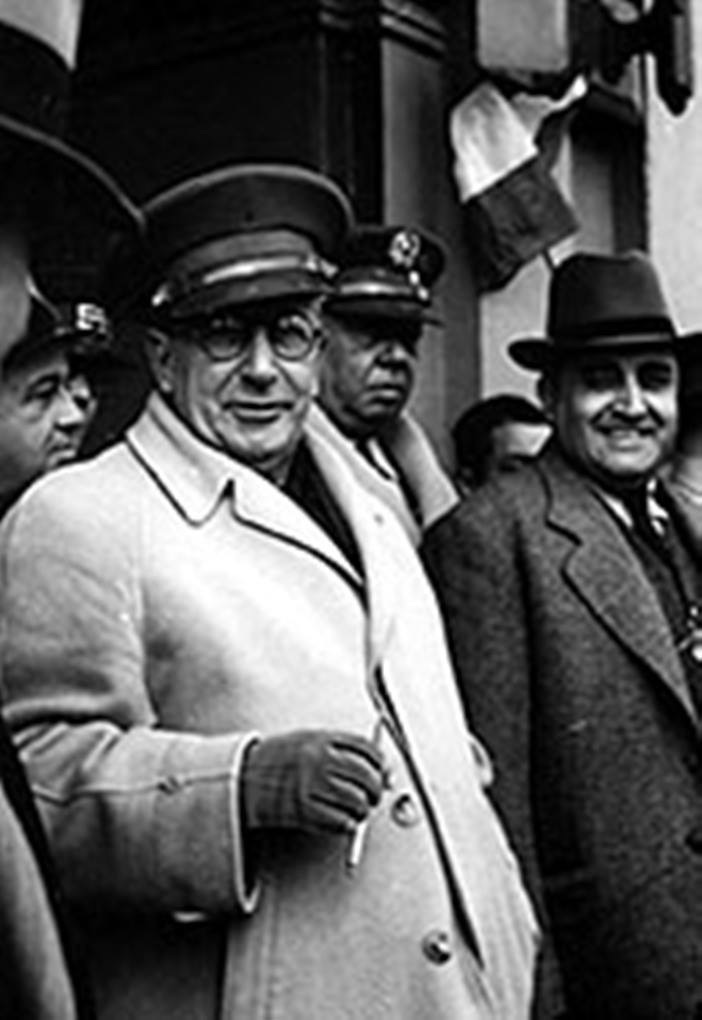
Général Jorge Ubico (à gauche avec des couleurs claires et une cigarette) accompagné d'Anzueto Valencia (à sa droite) en 1940.

Le 18 septembre 1934, Efraín Aguilar Fuentes, Juventino Sánchez et Humberto Molina Santiago, qui avaient tenté de fonder un parti politique à Quetzaltenango afin de soutenir la candidature du général Anzueto Valencia lors des élections présidentielles, sont fusillés en prison. Tous étaient accusés d'avoir planifier un complot visant à assassiner Ubico. Une campagne de persécution s'ensuit et implique plusieurs citoyens quezaltecans, dont des étudiants et professionnels de l'ancienne Faculté de droit, alors fermée par Ubico. Afin d'éviter les persécutions et parce que l'homme fort de Quetzaltenango et beau-frère de Valencia demeure implacable, de nombreuses familles émigrent vers la capitale et au Mexique.
Dans le livre Le Jardin des paradoxes, écrit en 1935, l'écrivain Efraín de los Ríos accuse le général Anzueto Valencia, directeur de la police de l'époque, d'incriminer des conspirateurs présumés. Selon de los Ríos, dès septembre 1934, lorsque Ubico décide de convoquer un plébiscite sur son maintien au pouvoir pour six autres années, Efraín Aguilar Fuentes, directeur du Premier registre immobilier, refuse d'être parmi les partisans du président. Alors que Fuentes est convoqué au bureau du président, il lui mentionne être au courant que Anzueto Valencia s'est approprié illégalement 28 propriétés et qu'il ne pouvait plus appuyer le gouvernement pour cette raison. À ce moment et dans le secret, Anzueto Valencia agit comme représentant d'Ubico dans certaines de ces propriétés. Les semaines suivantes, une liste de personnes impliquées dans un complot visant à assassiner le président est préparée, sur laquelle se trouve alors Fuentes. Les supposés conspirateurs sont ensuite arrêtés et torturés pour ensuite voir leurs aveux publiés dans le journal El Liberal Progresista.
En raison de ces accusations, de los Ríos est emprisonné au Pénitencier central (es) pendant le reste du passage d'Ubico au pouvoir.

## Démission du président Ubico Castañeda
Le 1er juillet 1944, après des protestations massives, le général Jorge Ubico Castañeda démissionne de la présidence. Cette démission aurait pour cause sa santé fragile ou son désir d'imiter le général Rafael Carrera qui avait pris sa retraite dans le but d'être rappelé afin de sauver le pays. Ubico demande alors à Anzueto Valencia de choisir trois généraux comme successeurs. Federico Ponce Vaides, Eduardo Villagrán Ariza y Buenaventura Pineda sont donc choisis et après une célébration de la nouvelle junte, Ponce Vaides prend le contrôle de la situation et éclipse ses collègues. Anzueto Valencia envoie alors des mitrailleuses Thompson au Congrès de la République afin d'intimider les députés et de faire nommer Ponce Vaides président provisoire, malgré des clameurs populaires désirant la nomination du Carlos Federico Mora (es). Le nouveau régime s'avère rapidement dictatorial et est renversé en octobre 1944.

## Mort
Le général Anzueto Valencia meurt dans la capitale, Guatemala, le 30 novembre 1966.